# Князі Західного Помор'я

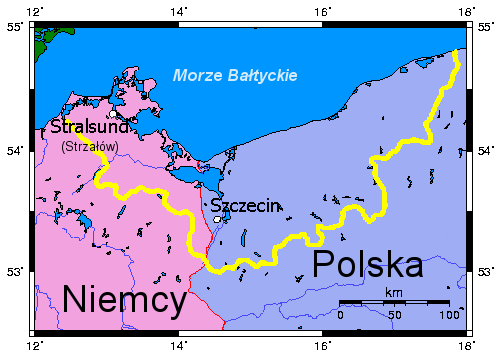
Мапа Західного Помор'я

Князі Західного Помор'я — список західнопоморських володарів, що правили в князівстві західних поморян. 

## Князівство Помор'я (об'єднане до 1160 р.)
- 1060-1106 Святобор I
- 1106-1135 Вартислав I
- 1135-1156 Ратибор I
- 1156-1180 Казимир I
- 1180-1187 Богуслав I

після 1160 р. - відбувся поділ на Димінське і Щецинське князівства.
Димінське князівство (1160-1264)
- 1160-1180 Казимир І
- 1180-1187 Богуслав I

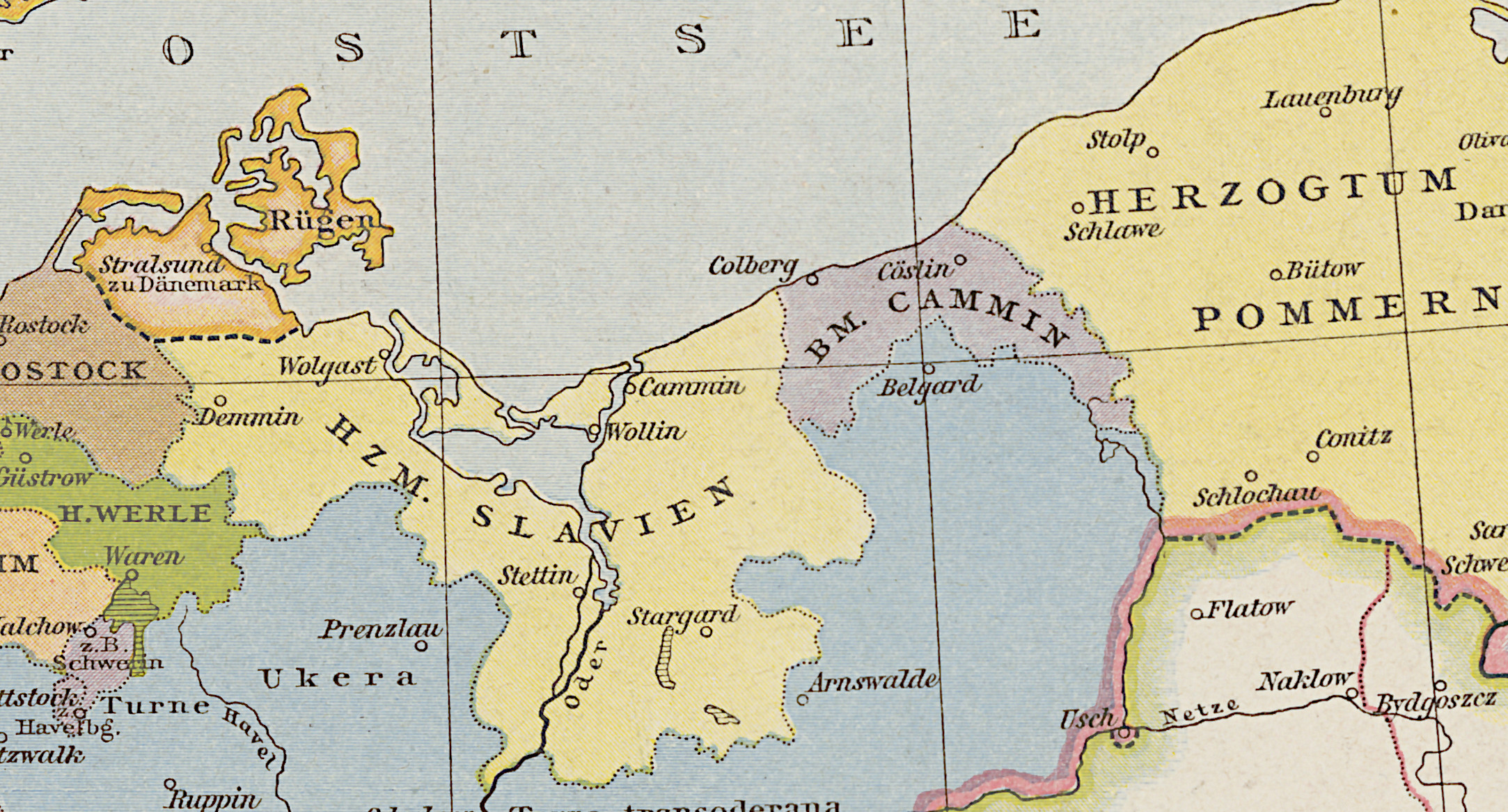
Мапа Помор'я 1250 р.

- 1187-1202 Богуслав II і Казимир II
- 1202-1220 Казимир II
- 12120-1264 Вартислав III

1264 р. - об'єднання зі Щецинським князівством.
Щецинське князівство (1160-1264)
- 1160-1187 Богуслав І
- 1187-1202 Богуслав II і Казимир II

1190 - відокремлення Славнського князівства)
- 1202-1220 Богуслав II
- 1220-1264 Барнім I Добрий (з 1264 князь об'єднаного Поморського князівства).

Славнське князівство
- 1190-1223 Богуслав III
- 1223-1238 Ратибор II

у 1238-1316 князівство знаходилось у князівстві Східного Помор'я, у 1294-1307 - у Польщі, у 1307-1316 - в Бранденбурзі.

з 1316 як Слупське князівство належало князю Вологоському.

## Об'єднане Князівство Помор'я (1264-1295)
- 1264-1278 Барнім I Добрий
- 1278-1295 Барнім II, Отто I і Богуслав IV (співправителі)

1295 р. - поділ на Щецинське і Вологоське князівства.
Щецинське князівство (1295-1478)
- 1295-1344 Отто I
- 1344-1368 Барнім III Великий
- 1368-1372 Казимир III Поморський

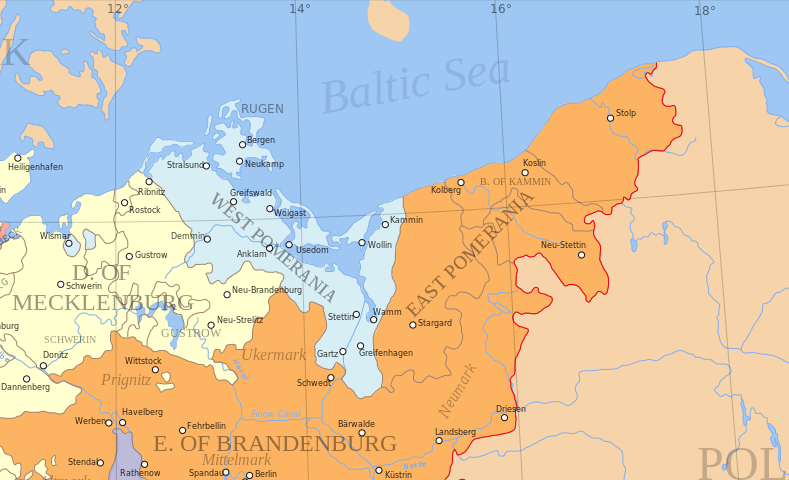
Мапа Помор'я 1653 р.

- 1372-1404 Святобор I і Богуслав VII
- 1404-1413 Святобор I
- 1413-1428 Отто II і Казимир V
- 1428-1435 Казимир V
- 1435-1451 Яким Молодший
- 1451-1464 Отто III
- 1464-1474 Ерик II
- 1474-1478 рр. Богуслав X Великий (з 1478 р. князь об'єднаної Померанії).

Вологоське князівство (1295-1478)
- 1295-1309 Богуслав IV
- 1309-1326 Вартислав IV
- 1326-1365 Богуслав V, Вартислав V і Барнім IV
- 1365-1368 Богуслав V і Вартислав V (з 1368 р. - відокремлення Слупського князівства)
- 1368-1376 Богуслав VI і Варцислав VI (з 1376 р. - відокремлення Бардовського князівства)
- 1376-1393 Богуслав VI
- 1393-1394 Вартислав VI
- 1394-1405 Барнім VI
- 1405-1451 Барнім VII і Вартислав IX
- 1451-1457 Вартислав IX
- 1457-1474 Ерик II
- 1474-1478 Вартислав X.

Слупське князівство (1368-1478)
- 1368-1373 Богуслав V
- 1374-1377 Казимир IV
- 1377-1395 Вартислав VII (з 1377 р. – відокремлення Старґардського князівства)
- 1395-1402 Богуслав VIII і Барнім V
- 1402-1403 Барнім V
- 1403-1418 Богуслав VIII
- 1418-1446 Богуслав IX
- 1449-1459 Ерик I
- 1459-1474 Ерик II
- 1474-1478 Богуслав X

Старґардське князівство (1377-1478)
- 1377-1402 Богуслав VIII і Барнім V
- 1402-1418 Богуслав VIII
- 1418-1446 Богуслав IX
- 1449-1459 Ерик I
- 1459-1474 Ерик II
- 1474-1478 рр. Богуслав X.

Бардовське князівство (1376-1478)
- 1376-1415 Вартислав VI
- 1394-1415 Вартислав VII
- 1415-1451 Барнім VIII
- 1457-1478 Вартислав IX.

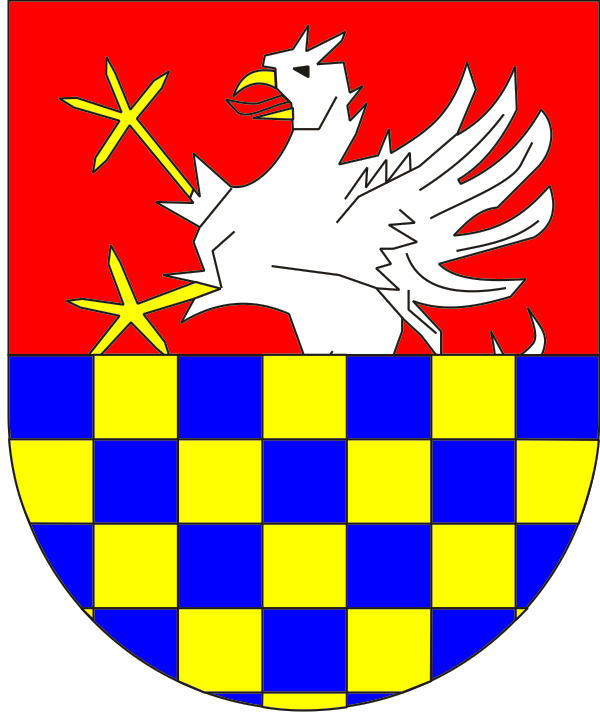
Герб Помор'я-Вологост

1478 р. - відбулось об'єднання Поморських князівств.

## Об'єднане Поморське князівство (1478-1531)
- 1478-1523 Богуслав X Великий
- 1523-1531 Барнім IX Побожний та Їржи I (співправителі).

1531 р. - відбувся поділ на Щецинське та Вологосько-Слупське князівства
Щецинське князівство (1532-1625)
- 1531-1569 Барнім IX Побожний
- 1569-1600 Ян Фридерік (з 1569 р. - відокремлення Дарловського (Руґенвальдського) князівства)
- 1600-1603 Барнім X
- 1603-1606 Богуслав XIII
- 1606-1618 Пилип II
- 1618-1620 Франциск I
- 1620-1625 Богуслав XIV (з 1625 р. князь об'єднаної Померанії)

Мапа Помор'я

Дарловське (Руґенвальдське) князівство (1569-1625)
- 1569-1603 Барнім X
- 1603-1606 Богуслав XIII
- 1606-1617 Їржи II і Богуслав XIV
- 1617-1625 рр. Богуслав XIV

Вологосько-Слупське князівство (1532-1625)
- 1532-1560 Пилип I
- 1567-1569 Богуслав XIII, Ернест Людовик, Ян Фридерік і Барнім X
- 1569-1592 Ернест Людовик (з 1569 - відокремлення Бардовського князівства)
- 1592-1625 Пилип Юлій

Бардовське князівство (1569-1625)
- 1569-1606 Богуслав XIII
- 1606-1618 Пилип II
- 1618-1620 Франциск I
- 1620-1625 Богуслав XIV

1625 р. – об’єднання Поморських князівств.

## Об'єднане Поморське герцогство (1625-1637)
- 1625-1637 Богуслав XIV

Західне Помор'я після 1637 р.
Після смерті Богуслава XIV:
- 1637-1657 – Лемборське і Битовське староства відійшли до Речі Посполитої, а потім до Бранденбурга-Пруссії як феод (до 1773 р.)
- 1637-1648/53 – більша частина Західного Помор'я відійшла до Швеції.
- 1648 — за Вестфальським миром відбувся поділ Поморського герцогства 1653 р. між королем Швеції (західна частина з Вологощем, Щецином і гирлом Одеру) і курфюрстом Бранденбурґу (східна частина), який утримував титул князя (герцога) Померанського до 1918 (з 1701 — також король Пруссії).
- 1720 — Королівство Пруссія окупувало частину Шведської Померанії, включаючи Щецин.
- 1815 - Швеція віддає свою частину Помер'я Данії, а Данія - Пруссії.
- 1871 - Померанія разом з Пруссією увійшли до складу Німеччини.
- 1945 - більша частина Західної Помор'я відійшли до Польщі, західна частина Західного Помор'я відійшла до Німеччини.